# Perspectiva Pictorum et Architectorum

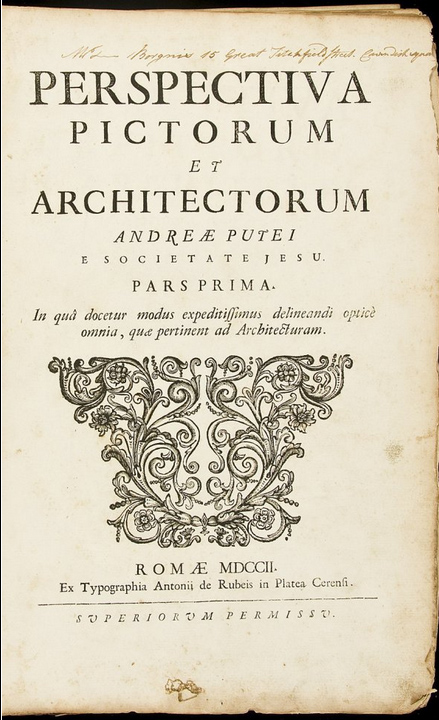
Capa do tratado em edição de 1702

Perspectiva Pictorum et Architectorum é o título de um tratado de perspectiva direcionado para pintores e arquitetos, escrito por Andrea Pozzo e publicado em dois volumes em 1693 e 1700.
Os dois volumes foram de fato concebidos como obras separadas. O primeiro atraiu grande atenção e difundiu-se rapidamente, recebendo várias traduções; o segundo desencadeou uma resposta menos intensa, pois continha basicamente uma versão resumida do seu método. O tratado foi um dos mais influentes em seu gênero durante o século XVIII, sendo usado como referência em toda a Europa e em partes da América e Oriente. Ainda hoje é tido como o melhor tratado de arquitetura do período Barroco.
Sua abordagem das técnicas de perspectiva foi inovadora pela simplicidade de sua apresentação, constituindo mais um manual prático do que uma dissertação acadêmica. Também introduziu novas formas de se criar a tridimensionalidade de seções e elevações arquitetônicas e projetar grades derivadas do ponto de fuga para auxílio do desenho, além de criar um método novo de se projetar o interior de uma cúpula em uma superfície plana. Embora fizesse uso de regras matemáticas para tal, ele empregou também noções puramente empíricas, derivadas das formas como o olho percebe a tridimensionalidade e a sua ilusão. A obra também inclui instruções sobre a técnica do afresco, desde a preparação da parede, aplicação do reboco e finalmente a pintura propriamente dita.